# Mistrzostwa Świata w Kajakarstwie 2005
34. Mistrzostwa świata w kajakarstwie odbyły się w dniach 25 – 28 sierpnia 2005 roku w chorwackim Zagrzebiu. Pierwsze miejsce w klasyfikacji medalowej wywalczyli reprezentanci Niemiec. Dorobek medalowy Polski wyniósł 10 medali (1 złoty, 5 srebrne, 4 brązowe).

## Końcowa klasyfikacja medalowa
| Miejsce | Państwo             | Złoto | Srebro | Brąz | Razem |
| ------- | ------------------- | ----- | ------ | ---- | ----- |
| 1       | Niemcy              | 10    | 5      | 3    | 18    |
| 2       | Węgry               | 6     | 3      | 3    | 12    |
| 3       | Hiszpania           | 2     | 2      | 1    | 5     |
| 4       | Rosja               | 2     | 1      | 2    | 5     |
| 5       | Polska              | 1     | 5      | 4    | 10    |
| 6       | Rumunia             | 1     | 2      | 0    | 3     |
| 7       | Białoruś            | 1     | 1      | 2    | 4     |
| 8       | Australia           | 1     | 0      | 1    | 2     |
| 8       | Norwegia            | 1     | 0      | 1    | 2     |
| 10      | Serbia i Czarnogóra | 1     | 0      | 0    | 1     |
| 10      | Ukraina             | 1     | 0      | 0    | 1     |
| 12      | Kanada              | 0     | 2      | 4    | 6     |
| 13      | Słowacja            | 0     | 2      | 0    | 2     |
| 14      | Kuba                | 0     | 1      | 2    | 3     |
| 15      | Litwa               | 0     | 1      | 1    | 2     |
| 16      | Austria             | 0     | 1      | 0    | 1     |
| 16      | Czechy              | 0     | 1      | 0    | 1     |
| 18      | Francja             | 0     | 0      | 1    | 1     |
| 18      | Włochy              | 0     | 0      | 1    | 1     |
| 18      | Kazachstan          | 0     | 0      | 1    | 1     |

## Medaliści

### Mężczyźni
| Konkurencja: | Złoto:                                                                                  | Rezultat | Srebro:                                                                                          | Rezultat | Brąz:                                                                                               | Rezultat |
| C-1 200 m    | Wałentyn Demjanenko                                                                     | 39,264   | Maksim Opalew                                                                                    | 39,588   | Zhomart Satubaldin                                                                                  | 39,984   |
| C-1 500 m    | Andreas Dittmer                                                                         | 1:48,409 | Paweł Baraszkiewicz                                                                              | 1:49,065 | Maksim Opalew                                                                                       | 1:49,609 |
| C-1 1000 m   | Andreas Dittmer                                                                         | 3:59,117 | David Cal                                                                                        | 3:58,421 | Richard Dalton                                                                                      | 4:00,617 |
| C-2 200 m    | Rosja · Jewgienij Ignatow · Nikołaj Lipkin                                              | 36,978   | Niemcy · Christian Gille · Tomasz Wylenzek                                                       | 37,002   | Kuba · Serguey Torres · Karel Aguilar                                                               | 37,242   |
| C-2 500 m    | Niemcy · Christian Gille · Tomasz Wylenzek                                              | 1:39,851 | Węgry · György Kozmann · György Kolonics                                                         | 1:40,175 | Kuba · Serguey Torres · Karel Aguilar                                                               | 1:40,271 |
| C-2 1000 m   | Niemcy · Christian Gille · Tomasz Wylenzek                                              | 3:37,048 | Kuba · Serguey Torres · Karel Aguilar                                                            | 3:38,080 | Węgry · György Kozmann · György Kolonics                                                            | 3:39,130 |
| C-4 200 m    | Rosja · Aleksandr Kowalow · Aleksandr Kostogłod · Roman Kruglakow · Maksim Opalew       | 33,867   | Czechy · Petr Procházka · Petr Fuksa · Petr Netušil · Jan Břečka                                 | 34,017   | Białoruś · Alaksandr Kurliandczyk · Alaksandr Żukouski · Siamion Sapanienka · Alaksandr Bahdanowicz | 34,336   |
| C-4 500 m    | Rumunia · Loredan Popa · Silviu Simioncencu · Florin Popescu · Iosif Chirilă            | 1:30,602 | Białoruś · Dzmitry Rabchanka · Dzmitry Vaitsishkin · Konstantin Shcharbak · Alaksandr Wauczeskij | 1:31,298 | Polska · Andrzej Jezierski · Michał Śliwiński · Michał Gajownik · Adam Ginter                       | 1:31,916 |
| C-4 1000 m   | Polska · Wojciech Tyszyński · Michał Śliwiński · Andrzej Jezierski · Michał Gajownik    | 3:17,407 | Rumunia · Ciprian Popa · Loredan Popa · Florin Mironcic · Petre Condrat                          | 3:17,863 | Niemcy · Robert Nuck · Stefan Holtz · Thomas Luck · Stephan Breuing                                 | 3:20,479 |
| K-1 200 m    | Carlos Pérez                                                                            | 35,289   | Tomasz Mendelski                                                                                 | 35,697   | Anton Riakow                                                                                        | 35,733   |
| K-1 500 m    | Nathan Baggaley                                                                         | 1:36,980 | Lutz Altepost                                                                                    | 1:37,076 | Adam van Koeverden                                                                                  | 1:37,082 |
| K-1 1000 m   | Eirik Verås Larsen                                                                      | 3:29,165 | Adam van Koeverden                                                                               | 3:29,841 | Nathan Baggaley                                                                                     | 3:30,069 |
| K-2 200 m    | Serbia i Czarnogóra · Dragan Zorić · Ognjen Filipović                                   | 32,253   | Litwa · Alvydas Duonėla · Egidijus Balčiūnas                                                     | 32,277   | Polska · Marek Twardowski · Adam Wysocki                                                            | 32,499   |
| K-2 500 m    | Niemcy · Ronald Rauhe · Tim Wieskötter                                                  | 1:27,583 | Polska · Marek Twardowski · Adam Wysocki                                                         | 1:29,005 | Litwa · Alvydas Duonėla · Egidijus Balčiūnas                                                        | 1:29,347 |
| K-2 1000 m   | Węgry · Roland Kökény · Gábor Kucsera                                                   | 3:18,692 | Niemcy · Andreas Ihle · Marco Herszel                                                            | 3:18,722 | Norwegia · Mattis Næss · Jacob Norenberg                                                            | 3:18,836 |
| K-4 200 m    | Węgry · Viktor Kadler · István Beé · Balázs Babella · Gergely Gyertyános                | 29,965   | Niemcy · Norman Bröckl · Björn Bach · Björn Goldschmidt · Jonas Ems                              | 30,301   | Białoruś · Raman Piatruszenka · Alaksiej Abałmasau · Dziamyan Turczyn · Wadzim Machnieu             | 30,565   |
| K-4 500 m    | Białoruś · Raman Piatruszenka · Alaksiej Abałmasau · Dziamyan Turczyn · Wadzim Machnieu | 1:20,898 | Słowacja · Michal Riszdorfer · Juraj Tarr · Andrej Wiebauer · Róbert Erban                       | 1:20,994 | Włochy · Franco Benedini · Jaka Jazbec · Luca Piemonte · Antonio Scaduto                            | 1:22,634 |
| K-4 1000 m   | Niemcy · Lutz Altepost · Norman Bröckl · Björn Bach · Arnd Goldschmidt                  | 2:56,282 | Słowacja · Michal Riszdorfer · Richard Riszdorfer · Erik Vlček · Róbert Erban                    | 2:56,558 | Polska · Paweł Baumann · Marek Twardowski · Adam Wysocki · Przemysław Gawrych                       | 2:57,848 |

### Kobiety
| Konkurencja: | Złoto:                                                                                   | Rezultat | Srebro:                                                                                      | Rezultat | Brąz:                                                                                | Rezultat |
| K-1 200 m    | Maria Teresa Portela                                                                     | 40,756   | Szilvia Szabó                                                                                | 41,380   | Karen Furneaux                                                                       | 41,542   |
| K-1 500 m    | Nicole Reinhardt                                                                         | 1:50,407 | Karen Furneaux                                                                               | 1:51,379 | Erzsébet Viski                                                                       | 1:51,565 |
| K-1 1000 m   | Katrin Wagner-Augustin                                                                   | 4:00,494 | Dalma Benedek                                                                                | 4:01,406 | Karen Furneaux                                                                       | 4:03,200 |
| K-2 200 m    | Węgry · Katalin Kovács · Natasa Janics                                                   | 37,101   | Hiszpania · Maria Teresa Portela · Jana Šmidáková                                            | 38,013   | Niemcy · Birgit Fischer · Fanny Fischer                                              | 38,127   |
| K-2 500 m    | Węgry · Katalin Kovács · Natasa Janics                                                   | 1:39,704 | Austria · Petra Schlitzer · Viktoria Schwarz                                                 | 1:42,458 | Francja · Anne-Laure Viard · Marie Delattre                                          | 1:43,118 |
| K-2 1000 m   | Węgry · Katalin Kovács · Natasa Janics                                                   | 3:40,861 | Niemcy · Maike Nollen · Nadine Opgen-Rhein                                                   | 3:42,931 | Polska · Aneta Białkowska · Joanna Skowroń                                           | 3:43,003 |
| K-4 200 m    | Niemcy · Carolin Leonhardt · Nicole Rheinhardt · Judith Hörmann · Katrin Wagner-Augustin | 35,151   | Polska · Iwona Pyżalska · Małgorzata Czajczyńska · Joanna Skowroń · Beata Sokołowska-Kulesza | 36,111   | Hiszpania · Maria Isabel García · Ana Varela · Jana Šmidáková · Maria Teresa Portela | 36,189   |
| K-4 500 m    | Niemcy · Carolin Leonhardt · Conny Waßmuth · Judith Hörmann · Katrin Wagner-Augustin     | 1:31,686 | Polska · Aneta Białkowska · Aneta Konieczna · Joanna Skowroń · Iwona Pyżalska                | 1:32,442 | Węgry · Tímea Paksy · Dalma Benedek · Szilvia Szabó · Kinga Bóta                     | 1:32,952 |
| K-4 1000 m   | Węgry · Tímea Paksy · Szilvia Szabó · Erzsébet Viski · Kinga Bóta                        | 3:20,701 | Rumunia · Florica Vulpeş · Mariana Ciobanu · Lidia Talpă · Alina Platon                      | 3:21,889 | Niemcy · Birgit Fischer · Maren Knebel · Judith Hörmann · Carolin Leonhardt          | 3:25,012 |